# Sinevia (blindwantsen)
Sinevia is een geslacht van wantsen uit de familie van de Miridae (Blindwantsen). Het geslacht werd voor het eerst wetenschappelijk beschreven door Kerzhner in 1988.

## Soorten
Het genus bevat de volgende soorten:

- Sinevia pallidipes L.Y. Zheng & G.Q. Liu, 1992
- Sinevia tricolor Kerzhner, 1988